# 陸費瑔
陸費瑔，双姓陆费，原名恩鸿，又作恩洪，后改为单名瑔，字玉泉，号春帆，浙江桐乡人，清朝嘉庆十三年副贡生出身，历官知县、知州、道员，后升至按察使、布政使、巡抚。
道光十九年六月十六，由直隶按察使升任廣西布政使。道光十九年八月初七（1839年9月14日），调任直隶布政使。 道光二十三年五月廿六，升任湖南巡抚。道光二十九年闰四月初六，丁母忧去职。 祖礼部侍郎陸費墀、女婿浙江望族清大臣许乃济之子许桂身。